# Lasztóc
Lasztóc (szlovákul: Lastovce) község Szlovákiában, a Kassai kerület Tőketerebesi járásában.

## Fekvése
Tőketerebestől 18 km-re délnyugatra, a Ronyva és a Helmec-patak között fekszik.

## Története
Területe az előkerült kerámiatöredékek tanúsága szerint már az újkőkorszakban lakott volt. A bükki kultúra népe lakta ezt a vidéket. A bronzkorból a pilinyi kultúra sírjai kerültek elő.
1266-ban „Laztouch” néven nemesi faluként említi először írásos dokumentum, majd 1290-ben és 1300-ban is előfordul írott forrásban. A 18. században a Kazinczy és Szirmay családok birtoka volt. 1715-ben mindössze egy háztartást találtak a községben. 1787-ben 127 házában 878 lakos élt.
A 18. század végén Vályi András így ír róla: „LASZTÓCZ. Magyar, és tót falu Zemplén Várm. földes Urai Kazinczy, és több Urak, lakosai elegyesek, fekszik Mihályi, és Izsék Kászmérnak szomszédságában, hegyes, vőlgyes határja három nyomásbéli, gabonát, és árpát terem, erdeje kevés, szőleje nints, rét nélkűl szűkölködik, piatza Kassán, vagy Újhelyben.”
1828-ban 138 háza és 1008 lakosa volt. Lakói főként mezőgazdaságból éltek. 1831-ben részt vettek a kolerafelkelésben.
Fényes Elek 1851-ben kiadott geográfiai szótárában így ír a faluról: „Lasztócz, magyar-orosz-tót falu, Zemplén vármegyében, Velejtéhez 1/2 órányira: 253 r. 30 g. kath., 334 ref., 75 zsidó lak. Római és görög kath. paroch. templom., ref. anyaegyház. 1469 hold szántóföld. Határa hegyes, völgyes. F. u. Kazinczy, Szirmay s m.”
1890 és 1900 között sok lakosa kivándorolt a tengerentúlra. Borovszky Samu monográfiasorozatának Zemplén vármegyét tárgyaló része szerint: „Lasztócz, a Ronyva-patak mentén fekvő kisközség 119 házzal s 698 lakossal, a kik egyenlő arányban róm. kath., gör. kath. és ev. ref. vallású magyarok és tótok. Postája, távírója és vasúti állomása Legenyemihályi. Innen vette nevét a Lasztóczi és előnevét a Thorma és Trombitás család. Már 1400-ban szerepel, a mikor Lasztóczi Dénes fia, János és Helmes Sebestyén osztozkodnak egyes részein. 1422-ben Rozvágyi Antalt is egy részbirtokba iktatják, 1489-ben pedig a Herestényi családot, a mikor Lasztholcz alakban írják a nevét. 1561-ben Thorma Ferenczet és Nagymihályi Györgyöt iktatják részeibe, 1569-ben Pósa Mihályt két kúriába, 1576-ban pedig Bornemisza Mihály, 1576-ban Leökös Imre, 1590-ben Gerenczey István és 1591-ben Károlyi István kapnak itt részeket. Az 1598-iki összeírás 10 birtokosát sorolja fel, nevezetesen Farkas Andrást, Czeczey Istvánt, Bornemisza Miklóst, Bózsvay Pált, Balogh Ferenczet, Malikóczy Gábort, Lasztóczy Gáspárt, Várkonyi Jánost, Herestényi Gáspárt és Trombitás András özvegyét. 1768-ban Dely Pétert egy itteni rész birtokába iktatják. XVIII. századbeli birtokosai a Szirmay, Kazinczy, Dobos, Balázsházy, Szemere, Mácsy, Albert, Bottka, Balogh, Nagy, Lehotzky, Bunyitay, Bernáth, Galambos, Nyomárkay, Isépy, Ormos, Bán, Pap, Csehy, Sebők, Demjén, Egry, Vályi és Gönczy családok. A mult században a Szemere, Körtvélyesy, Kazinczy, Peteőczy, Dobos, Ormos, Bottka, Balogh és Vályi családoknak volt itt birtokuk. Van itt egy régi úrilak, melyet a Szemere család építtetett s ez most a Szemere Vilmáé. A faluban három templom van. A róm. kath. templom 1861-ben a gör. kath. 1833-ban s az ev. ref. 1795-ben épült. A gör. kath. egyház, 1773-ból, aranyozott ezüstkelyhet őriz, a református egyház pedig nagybecsű régi keresztelő-tányért. Az 1663-iki pestis ezt a községet sem kímélte meg. A község határában fekvő Csíz nevű dűlő annak a Bogáth-Radvány nembeli Chys családnak a nevét látszik fentartani, mely az egri káptalannak egyik 1392-iki bizonyságlevelében van említve. 1562-ben még mint praedium Halanfölde alias Chyz néven említtetik, a mikor a leleszi káptalan Rákóczy Zsófiát és Erzsébetet, Némethy Sárát, Kasuhy Juliánnát és Bogáthy Borbálát iktatja birtokába. Ugyancsak Lasztócz határában említi egy 1618-iki okírat Csapóháza elpusztult községet is. 1419-ben a leleszi káptalan Eszenyi Balázst iktatja némely részeibe. 1472-ben Lasztóczi Boldizsárt, 1483-ban Herczeg Lászlót, 1561-ben Thorma Ferenczet, 1576-ban Bornemisza Mihályt és Leökös Imrét, 1610-ben Bottka Istvánt és Zsuzsannát számította földesurai közé. Majd a Szemere és Szirmay családoké lett. A XVI. század közepe táján már puszta. Ugyancsak Lasztócz közelében feküdt hajdan Alsó- és Felső-Mérk, mely 1386-tól 1470-ig mint község fordul elő és sorrendben a Pethő, Varju, Ricsei, Beke, Csapi, Lasztóczi s Perényi családok a földesurai. Lasztóczhoz tartozik Haraszt-puszta is. Lasztóczon született 1804-ben Szemere Miklós költő; ugyanitt halt meg 1881-ben.”
1920-ig Zemplén vármegye Sátoraljaújhelyi járásához tartozott.

## Népessége
| Év:            | 1994. | 2004.    | 2014.   | 2024.    |
| -------------- | ----- | -------- | ------- | -------- |
| Emberek száma: | 865   | 1060     | 1147    | 1275     |
| Eltérés:       |       | +22,54 % | +8,20 % | +11,15 % |

| Év:            | 2023. | 2024.   |
| -------------- | ----- | ------- |
| Emberek száma: | 1274  | 1275    |
| Eltérés:       |       | +0,07 % |

1910-ben 792-en, többségében szlovákok lakták, jelentős magyar kisebbséggel.
2001-ben 1018 lakosából 616 szlovák és 384 cigány volt.
2011-ben 1096 lakosából 958 szlovák és 37 cigány.

## Nevezetességei
- Későbarokk kastélya a 18. század második felében épült, 1910-ben megújították.
- Klasszcista stílusú evangélikus temploma 1795-ben készült. 1950-ben újították fel.
- Mihály arkangyal tiszteletére szentelt, római katolikus temploma 1846 és 1861 között épült késő klasszicista stílusban.
- A Nagyboldogasszony tiszteletére szentelt, görögkatolikus temploma 1833-ban létesült barokk stílusban.